# Сухобузимский сельсовет
Сухобу́зимский сельсове́т — муниципальное образование со статусом сельского поселения в Сухобузимском районе Красноярского края России.
Административный центр — село Сухобузимское.

## Население
| 2010 | 2012  | 2013  | 2014  | 2015  | 2016  | 2017  |
| ---- | ----- | ----- | ----- | ----- | ----- | ----- |
| 5218 | ↘5152 | ↘5128 | ↘5075 | ↗5084 | ↗5106 | ↘5090 |

## Состав сельского поселения
До 12 декабря 2012 года в состав сельсовета входила деревня Воробино (стала частью села Сухобузимское).
| Название      | Статус  | Население | Расстояние от районного центра, км | Расстояние от центра сельского поселения, км | ОКТМО          | Координаты                      |
| ------------- | ------- | --------- | ---------------------------------- | -------------------------------------------- | -------------- | ------------------------------- |
| Сухобузимское | село    | 4293      | районный центр                     | адм. центр                                   | 04 651 422 101 | 56°29′50″ с. ш. 93°16′25″ в. д. |
| Бузим         | посёлок | 483       | 4                                  | 4                                            | 04 651 422 106 | 56°30′17″ с. ш. 93°21′21″ в. д. |
| Толстомысово  | деревня | 190       | 13                                 | 13                                           | 04 651 422 111 | 56°25′55″ с. ш. 92°59′20″ в. д. |

## Местное самоуправление
Глава муниципального образования — Кондратьев Николай Егорович, избран 14 марта 2010 года, срок полномочий — 5 лет. Адрес администрации: 663040, Сухобузимский район, с.Сухобузимское, ул.Комсомольская, 52
телефон: +7 (39199) 2-12-56.